# Las cuatro estaciones (Arcimboldo)
Las cuatro estaciones (en italiano: Quattro stagioni) es una serie de cuatro cuadros pintados por Giuseppe Arcimboldo en 1563, en 1572 y en 1573. Fueron ofrecidos a Maximiliano II Habsburgo  en 1569, acompañados de Los cuatro elementos (pintados en 1566). Se acompañaron con un poema de Giovanni Battista Fonteo (1546-1580), que explicaba el sentido alegórico.
Cada cuadro está constituido por un retrato de perfil, compuesto de objetos que recuerdan la estación, alusivos, sobrepuestos en sentido de combinación simbólica con semejanza humana.
De la versión original, no subsisten más que El invierno y El verano, expuestos en el Museo de Historia del Arte de Viena, en Austria. Entre las versiones más conocidas figuran las del Museo del Louvre, copias hechas por el pintor a instancias de Maximiliano II, para hacer un regalo a Augusto de Sajonia. Estos cuadros se caracterizan por un encuadramiento floral que no existía en la primera versión. Además, hubo una versión de elaboración más esmerada, para Felipe II de España, de la que sólo se conserva La primavera (hoy, en la Real Academia de San Fernando de Madrid) y que contó con una serie de Los cuatro elementos de contraposición.  

## Descripción y estilo

### La primavera

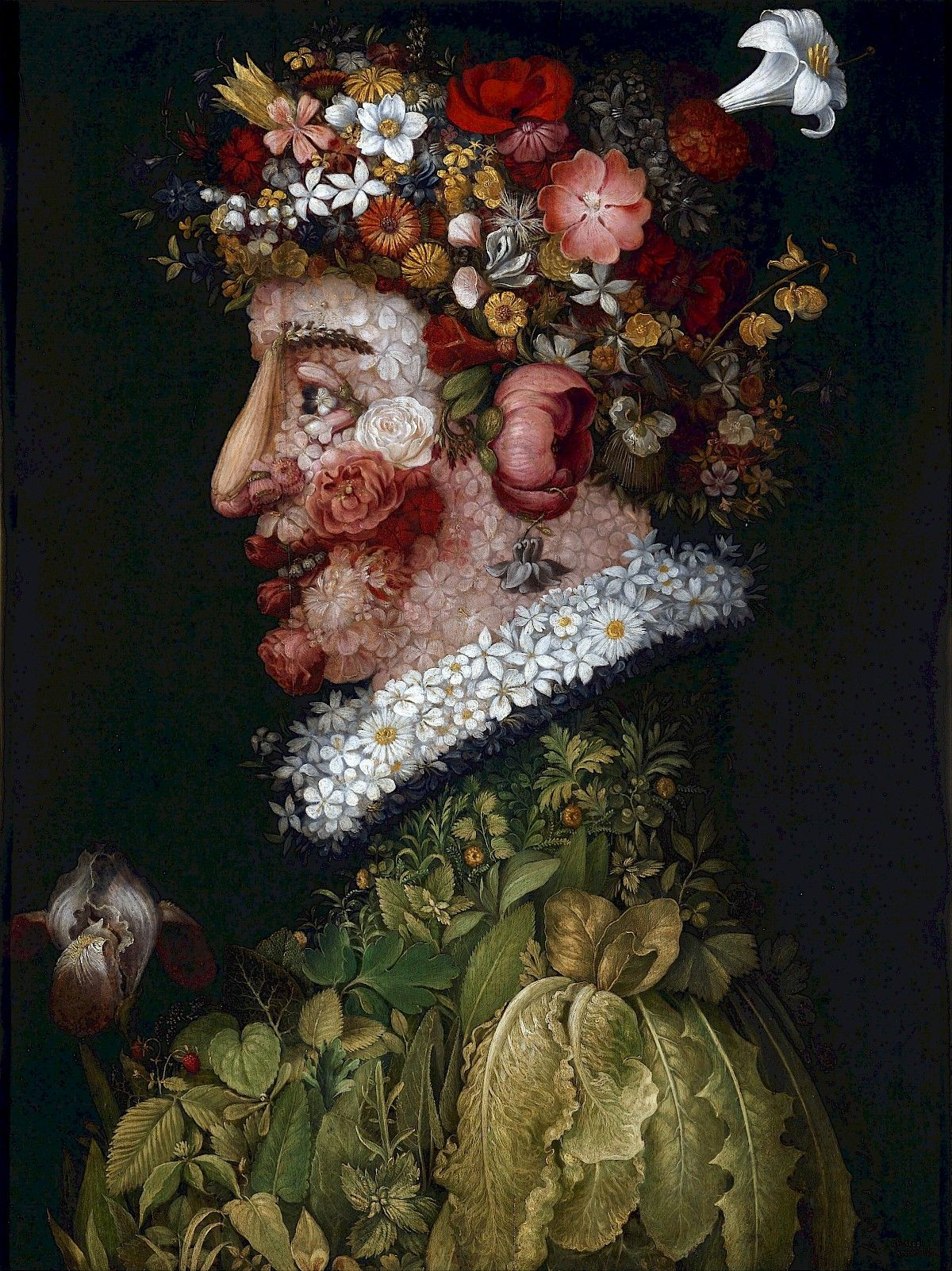
La primavera.1573. Versión de la Real Academia de San Fernando

La primavera es una mujer compuesta de una gran variedad de flores, con la cabeza  mirando hacia la izquierda, como El otoño. Toda la figura se origina a partir de una composición floral, la piel de la cara y los labios son pétalos y capullos de rosa, el pelo es un ramo variopinto y exuberante, los ojos son bayas de belladona. Un collar de margaritas adorna el cuello, mientras que el cuerpo está cubierto de una vasta selva de hojas de diferentes formas.

### El verano

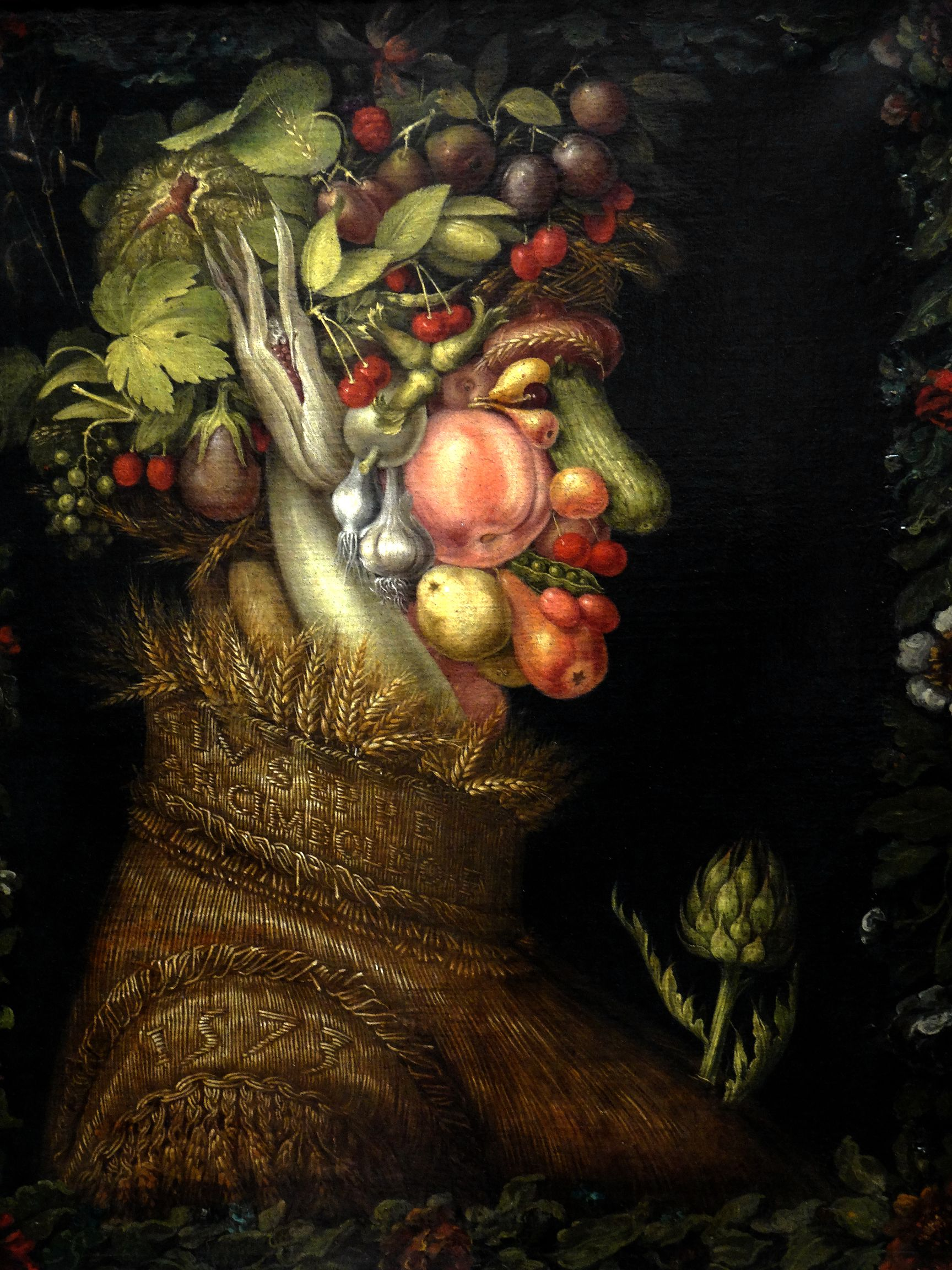
El verano.1573. Museo del Louvre

En la versión original, como en la del Louvre, El verano es el único de los cuadros que lleva la firma del autor, aunque la autografía no está en duda en los otros veinte. El sujeto es también una mujer, pero, a diferencia de La primavera, tiene la cara vuelta a la derecha.
La cara, a diferencia de la primavera, está formada, no por flores, sino por frutas, verduras y hortalizas: las cerezas adornan la orla de la cabellera y también se componen el labio superior; la mejilla está formada por un melocotón, la nariz es un pepino, la oreja visible es una berenjena, y la ceja es una mazorca.
El vestido está hecho de trigo, bajo el cuello se ve la inscripción GIUSEPPE ARCIMBOLDO F, mientras que sobre la manga, está inscrito el año 1573; en el pecho destaca una alcachofa , el verano es de frutas y verduras porque en la primavera es de flores mientras maduran para que en el verano este compuesto de frutas y verduras .

### El otoño

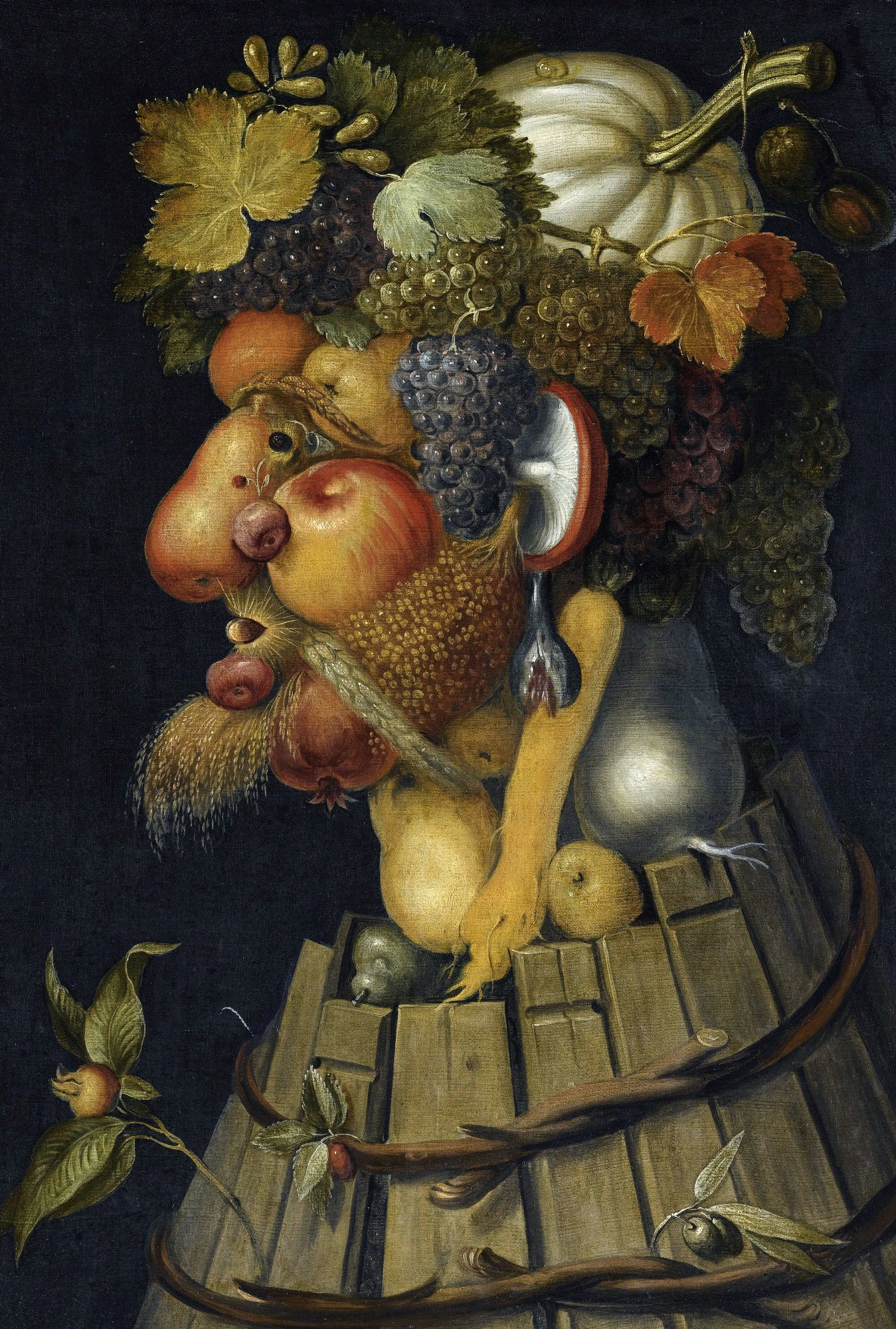
El otoño. 1573 Museo del Louvre

El otoño está representado por un hombre de rasgos toscos, poco amable; como La primavera, mira hacia la izquierda. El cuello, formado por dos peras y algunas verduras, emerge de una cuba parcialmente destruida, mientras que los listones de madera que lo forman, se mantienen conectados a través de ramas de sauce.
La cara está formada por peras y manzanas, visibles en particular en la mejilla y la nariz; el mentón es una granada, mientras que la oreja es una seta, con un pendiente en forma de higo. Los labios y la boca están formados de castañas. El cabello está compuesto de racimos de uva, y la parte superior es una calabaza.

### El invierno

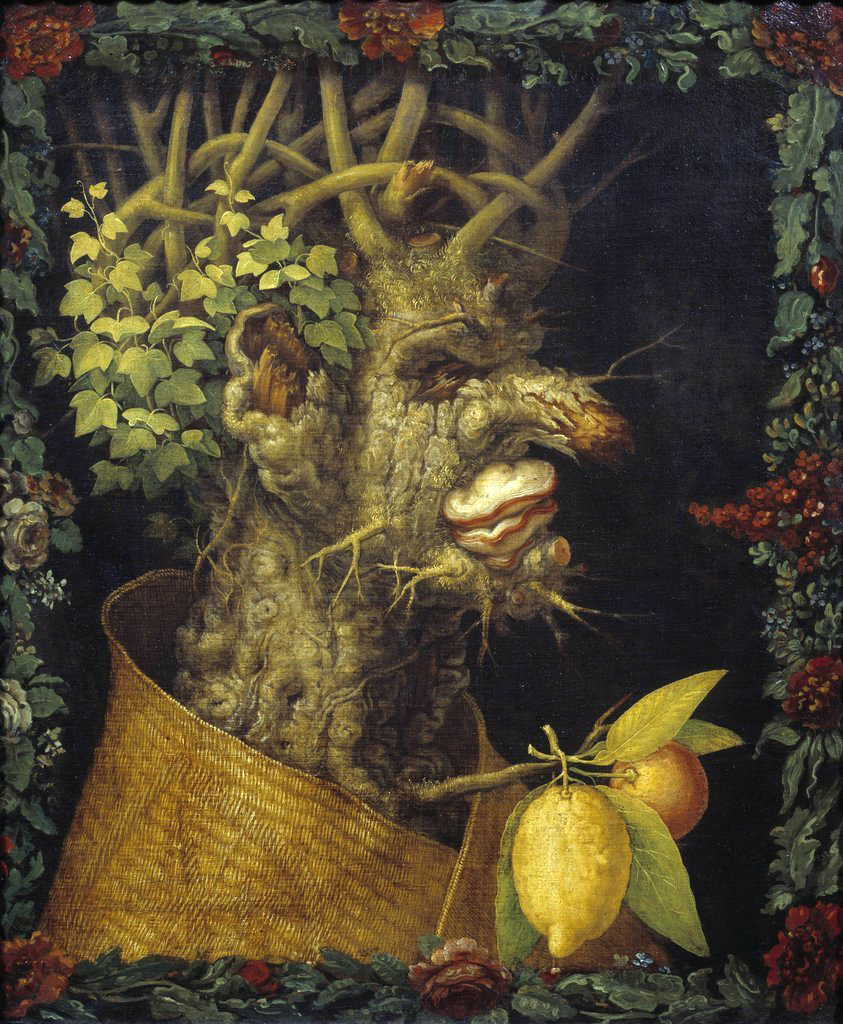
El invierno. 1573. Museo del Louvre

El invierno está representado como un viejo, cuya piel es un tronco nudoso, con las escoriaciones e hinchazones de la madera; tales deformaciones insisten en representar las arrugas de la piel propias de la edad. La barba, escasa y poco cuidada, está compuesta de pequeñas ramas y raíces; la boca está formada de dos setas. El ojo visible es una hendidura negra del leño, así como la oreja es lo que queda de una rama rota; los cabellos son una maraña de ramas, acompañado en la parte posterior por una serie de pequeñas hojas. La figura desnuda está animada solo por los colores del limón y la naranja, colgando de una rama procedente del pecho del hombre: el invierno es en efecto la estación en que la naturaleza no da fruto, excepto en Italia, los cítricos.
El vestido del hombre es una simple estera de paja: en la versión original de la pintura, el viejo llevaba una capa sobre la que está representada una M y una corona, en este caso ciertamente un recuerdo a Maximiliano II. El invierno, primera estación del año en el Calendario romano y por tanto, la más importante de las cuatro, se asoció al emperador de manera aún más directa entre los contemporáneos.
A principios del siglo XX, la obra de Arcimboldo fue relegada a la categoría de "burla macabra" de los diseños caricaturescos de Leonardo da Vinci, que tal vez viera a Arcimboldo en Milán; probablemente el pintor no se inspiró en la composición de sus cabezas, pero los vínculos entre los dos artistas no están claros.